# 美月 (AV女優)
美月（みづき、1988年9月20日-）は、日本の元AV女優。

## 概要
- 2014年12月、バンビプロモーションからマークスグループに移籍、姫崎 美桜（ひめさき みお）に改名。
- 2017年5月31日、AV女優を引退。
- 2017年10月、グラビアモデルとして活動を始める。
- 2019年5月、藤井 美桜（ふじい みお）に改名。コスプレ撮影やポートレートモデルなどの活動を始める。ファンクラブのメンバーをみおんズと称する。

## 人物
- 趣味は、ボウリング、スケート、コスプレ、ダーツ。

- エキゾチックアニマル愛好家（うさぎ愛好家）。

- 特技は、体が柔らかいこと。

- 資格は、秘書検定3級、パソコン検定3級、アロマ検定2級、ボディマッサージ（痩身）検定合格、ヘアメークアップ検定3級。

## 略歴

### アイドル
［星川美月］
- アイドル活動
- 2006年アイドル展示会出演（11月3日～5日）
- LOVELOVELOVE ブライダルコレクション 出演
- ゴールデンハニーとして 千葉テレビ（JOCL-TV）に出演

### キャンペーンガール・レースクィーン
- シーテックジャパン・東京モーターショー［AVEX ブース］・東京モーターサイクルショー［雑誌 4YOU 掲載］・東京オートサロン
- 2006年富士スピードウェイ キャンギャルオンステージ出場
- 2006年 スーパーGT RQ
- 2006年 スーパー耐久レース RQ
- ぱっちGUU ガール活動 初めてソロ表紙を飾る

### セクシー女優
- 2009年AV女優デビュー。
- 2009年 DMM.com 総合アダルトDVD部門 デビュー作＆2作目・3作目、連続首位獲得売上ランキング3連覇達成
- AVメーカームーディズ（単体女優） 全作品ムーディズランキング首位獲得
- 2010年 待望のメーカー内セールスBEST DVD ［美月だよ！ぜ～んぶっ収録8時間Special］ 発売、ランキング首位獲得
- 2017年AV女優引退。

### その他の活動
- 2015年舞台活動
- Happy Hour Theater 出演
- Happy Hour Theater 最多出演賞受賞
- 家族狩りにロリータ役で出演（TBS）
- Happy Hour Theater ニコニコ動画にて舞台生中継
- 舞台中継にてニコニコ動画 最多コメント賞獲得
- ハチミツ二郎（東京ダイナマイト） ダイナマイトTV出演（地上波）

### 配信
- ツイキャス［TwitCasting］視聴者1000人超え達成
- SHOWROOM（ショールーム）イベント参加実績 1回目：3位、2回目：2位、3回目：3位 4回目:1位(うさカフェびび インタビュー生放送の権利) 獲得

### 撮影モデル
- 2017年クラビアモデル(※ポートレートモデル)として活動

撮影会では、アニメコスプレなど様々なジャンルで毎月開催 (※現在は不定期)

## 作品

### アダルトビデオ
2009年
- 新星発掘!天然美少女 (6月13日、MOODYZ)
- だまされ媚薬トリップ (7月13日、MOODYZ)
- ヤラせてよっ!美月先生 (8月13日、MOODYZ)
- イヤガラセックス (9月13日、MOODYZ)
- 美月のヘンタイ妄想性活 (10月13日、MOODYZ)
- 肛門でしようよ (11月13日、MOODYZ)
- ザーメン汁舞プレイ (12月13日、MOODYZ)

2010年
- ヤバイよっ!膣内で出しちゃった! (1月13日、MOODYZ)
- 女教師と女子校生 夢の二股生活 美月、如月カレン (2010年2月1日、MOODYZ)
- 服従家庭教師 終わらない凌辱授業 美月 (4月7日、アタッカーズ)
- 美月だよっ!ぜ〜んぶっ収録!8時間Special (7月13日、MOODYZ)
- 闇営業中のフル勃起エステ 15 (12月10日、ホットエンターテイメント)
- 羞恥!強制潮吹きマシンパンツで街中を引き廻せ 15 (12月23日、サディステックヴィレッジ)

2011年
- Gyu! 真性中出しラブリーデート (12月24日、モブスターズ)

2012年
- 舐められ倶楽部 悶絶痴女ルームⅡ（1月13日、アロマ企画）
- 猫系美少女の3穴中出しゴックンFUCK （4月19日、エムズビデオグループ）

2014年
- 美少女戦士 セーラーパール（4月25日、TMA）
- 美少女仮面 クローチェス（10月25日、特撮連合）
- 野外顔騎の極悦（11月25日、フィールドワークス/妄想族）

### 成人映画
- ピンク映画初出場・初主演（上野オークラ）
- 淫行フェチ 変態うねり尻（2013年、監督：山﨑邦紀、オーピー映画）
- リバイバル上映会2回開催